# Horst Rüschmeier
Horst Rüschmeier (* 27. Oktober 1930 in Köln; vereinzelt auch Horst Rüschmeir) ist ein deutscher Schauspieler.

## Leben
Nach Ablegen des Abiturs an einem Humanistischem Gymnasium studierte Horst Rüchmeier von 1952 bis 1954 Theaterwissenschaften an der Universität zu Köln und der Folkwangschule in Essen. Sein Debüt gab er 1954 in Maurice Rostands Drama Der Mann, den sein Gewissen trieb und verkörperte anschließend als Jugendlicher Held und Liebhaber entsprechende Rollen am damaligen Stadttheater in Remscheid. Es folgte bis 1956 ein Engagement an das Landestheater in Tübingen, wo er 1955 den Henry in Thornton Wilders Schauspiel Wir sind noch einmal davongekommen darstellte. Von 1957 bis 1958 gehörte er den Münchner Kammerspielen an und ab 1959 wurde Horst Rüschmeier Ensemblemitglied am Schauspielhaus in Bochum.
Horst Rüschmeier wirkte zudem in Film- und Fernsehproduktionen mit. Darunter befand sich 1958 der Spielfilm Der Sündenbock von Spatzenhausen von Herbert B. Fredersdorf mit Hans Moser, Isa Günther, Jutta Günther und Bert Fortell. Im Fernsehen wirkte er unter anderem in zwei Folgen der Serie Das Kriminalmuseum mit. In der Folge Akte Dr. W. war er in einer Hauptrolle zu sehen und in der Episode Der Füllfederhalter spielte er den Staatsanwalt.
Horst Rüschmeier war auch als Hörspielsprecher tätig. So konnte man ihn 1966 (Erstausstrahlung) in dem Vierteiler Bei Bedarf Mord von Philip Levene in einer Produktion des Saarländischen Rundfunks aus dem Jahr 1965 hören.
Nach 1965 sind keine weiteren beruflichen Tätigkeiten oder Aktivitäten mehr zu verzeichnen.

## Filmografie (Auswahl)
- 1957: Ein Spiel von Tod und Liebe (Fernsehfilm)
- 1957: Don Carlos (Fernsehfilm)
- 1957: Der Parasit (Fernsehinszenierung)
- 1958: Der Sündenbock von Spatzenhausen
- 1960: Emilia Galotti (Fernsehfilm)
- 1961: Elisabeth von England (Fernsehfilm)
- 1961: Der Teufel ist los (Fernsehfilm)
- 1961: Frédéric Chopin und George Sand (Fernsehfilm)
- 1963: Zum Tee bei Dr. Borsig (Fernsehfilm)
- 1964: In der Sache J. Robert Oppenheimer (Fernsehinszenierung)
- 1964: Das Kriminalmuseum: Der Füllfederhalter (Fernsehreihe)
- 1964: Das Kriminalmuseum: Akte Dr. W. (Fernsehreihe)
- 1964: Wie ein Dieb in der Nacht
- 1965: Die fünfte Kolonne (Fernsehserie) – Libelle, bitte kommen
- 1965: Interpol (Fernsehserie) – Geld kennt keine Grenzen

## Hörspiele (Auswahl)
- 1959: Christopher Fry: Die Dame ist nicht fürs Feuer (Richard, Schreiber) – Bearbeitung und Regie: Hans Conrad Fischer (Hörspielbearbeitung – RB/ORF)
- 1966: Philip Levene: Bei Bedarf Mord (4 Teile) – Regie: Klaus Groth (Original-Hörspiel, Kriminalhörspiel – SR)